# Verbandsgemeinde Langenlonsheim
Verbandsgemeinde Langenlonsheim é uma associação municipal do estado da Renânia-Palatinado.